# Raul Florucz
Raul Alexander Florucz (Vöcklabruck, 10 giugno 2001) è un calciatore austriaco con cittadinanza rumena, attaccante dell'Union Saint-Gilloise.

## Biografia
È nato in Austria da genitori rumeni.

## Caratteristiche tecniche
È un'ala destra.

## Carriera

### Club
Ha iniziato a giocare a calcio nel settore giovanile del LASK per poi passare alla Lokomotiva Zagabria nel 2019. Nel 2020 è passato in prestito al Sesvete dove ha debutatto a livello professionistico il 14 agosto nell'incontro di Druga hrvatska nogometna liga vinto 4-1 contro il Kustošija. Nel gennaio ha cambiato squadra, passando sempre in prestito all'Hrvatski Dragovoljac ed il 12 marzo ha segnato il suo primo gol contro il Međimurje.
A fine stagione è rientrato alla Lokomotiva, dove ha trascorso i primi sei mesi debuttando anche in massima divisione. Nel mercato di gennaio è passato in prestito al Jarun, trasferimento in seguito esteso anche alla stagione 2022-2023.
Nel gennaio del 2023 ha firmato un contratto con l'Olimpia Lubiana valido a partire dalla stagione 2023-2024.

### Nazionale
Ha giocato nella nazionale austriaca Under-19.
Il 13 marzo 2025 ha ricevuto la prima convocazione da parte della nazionale maggiore per la doppia sfida di UEFA Nations League contro la Serbia, esordendo nella partita di andata pareggiata in casa degli austriaci per 1-1.

## Statistiche

### Presenze e reti nei club
Statistiche aggiornate al 16 marzo 2025.
| Stagione        | Squadra              | Campionato      | Campionato | Campionato | Coppe nazionali | Coppe nazionali | Coppe nazionali | Coppe continentali | Coppe continentali | Coppe continentali | Altre coppe | Altre coppe | Altre coppe | Totale | Totale | Totale |
| Stagione        | Squadra              | Comp            | Pres       | Reti       | Comp            | Pres            | Reti            | Comp               | Pres               | Reti               | Comp        | Pres        | Reti        | Pres   | Reti   |        |
| --------------- | -------------------- | --------------- | ---------- | ---------- | --------------- | --------------- | --------------- | ------------------ | ------------------ | ------------------ | ----------- | ----------- | ----------- | ------ | ------ | ------ |
| 2020-gen. 2021  | Sesvete              | 2.HNL           | 12         | 0          | CC              | 1               | 0               | -                  | -                  | -                  | -           | -           | -           | 13     | 0      |        |
| gen.-giu. 2021  | Hrvatski Dragovoljac | 2.HNL           | 13         | 2          | CC              | 0               | 0               | -                  | -                  | -                  | -           | -           | -           | 13     | 2      |        |
| 2021-gen. 2022  | Lokomotiva Zagabria  | 1.HNL           | 7          | 0          | CC              | 1               | 0               | -                  | -                  | -                  | -           | -           | -           | 8      | 0      |        |
| gen.-giu. 2022  | Jarun                | 2.HNL           | 13         | 6          | CC              | 0               | 0               | -                  | -                  | -                  | -           | -           | -           | 13     | 6      |        |
| lug. 2022       | Lokomotiva Zagabria  | HNL             | 1          | 0          | CC              | 0               | 0               | -                  | -                  | -                  | -           | -           | -           | 1      | 0      |        |
| 2022-2023       | Jarun                | 2.HNL           | 24         | 12         | CC              | 0               | 0               | -                  | -                  | -                  | -           | -           | -           | 24     | 12     |        |
| 2023-2024       | Olimpia Lubiana      | 1.SNL           | 29         | 9          | CS              | 3               | 0               | UEL+UECL           | 0+3                | 0                  | -           | -           | -           | 35     | 9      |        |
| 2024-2025       | Olimpia Lubiana      | 1.SNL           | 22         | 12         | CS              | 2               | 2               | UECL               | 11                 | 3                  | -           | -           | -           | 35     | 17     |        |
| Totale carriera | Totale carriera      | Totale carriera | 121        | 41         |                 | 7               | 2               |                    | 14                 | 3                  |             | -           | -           | 142    | 46     |        |

### Cronologia presenze e reti in nazionale
| Cronologia completa delle presenze e delle reti in nazionale ― Austria | Cronologia completa delle presenze e delle reti in nazionale ― Austria | Cronologia completa delle presenze e delle reti in nazionale ― Austria | Cronologia completa delle presenze e delle reti in nazionale ― Austria | Cronologia completa delle presenze e delle reti in nazionale ― Austria | Cronologia completa delle presenze e delle reti in nazionale ― Austria | Cronologia completa delle presenze e delle reti in nazionale ― Austria | Cronologia completa delle presenze e delle reti in nazionale ― Austria |
| Data                                                                   | Città                                                                  | In casa                                                                | Risultato                                                              | Ospiti                                                                 | Competizione                                                           | Reti                                                                   | Note                                                                   |
| ---------------------------------------------------------------------- | ---------------------------------------------------------------------- | ---------------------------------------------------------------------- | ---------------------------------------------------------------------- | ---------------------------------------------------------------------- | ---------------------------------------------------------------------- | ---------------------------------------------------------------------- | ---------------------------------------------------------------------- |
| 20-3-2025                                                              | Vienna                                                                 | Austria                                                                | 1 – 1                                                                  | Serbia                                                                 | UEFA Nations League 2024-2025 - Play-out                               | -                                                                      | 77’                                                                    |
| Totale                                                                 |                                                                        | Presenze                                                               | 1                                                                      |                                                                        | Reti                                                                   | 0                                                                      |                                                                        |

## Palmarès

### Club

#### Competizioni nazionali
- Druga hrvatska nogometna liga: 1

Hrvatski Dragovoljac: 2020-2021
- Campionato sloveno: 1

Olimpia Lubiana: 2024-2025

### Individuale
- Capocannoniere del campionato sloveno: 1

2024-2025 (15 reti)